# TechCrunch
TechCrunch（テッククランチ）は、アメリカのブログサイト（ニュースサイト）である。主にIT系のスタートアップ（ベンチャー）やWebに関するニュースを配信している。IT系の起業家、経営者が主な読者対象者であり、その他デベロッパー（ソフトウェア製作者）やデザイナー、マーケッター（マーケティング担当者）の読者が多い。
2011年に始まった日本語版の『TechCrunch Japan』では、アメリカのTechCrunchに掲載された記事の翻訳と、日本のスタートアップに関する独自の記事も掲載されている。日本語版は2022年3月31日に記事の新規配信を停止し、2022年5月1日にサービスを終了した。

## 歴史
- 2005年6月11日 - マイケル・アーリントン（英語版）(Michael Arrington)により開設。
- 2006年
  - 2月 - フランス語版のTechCrunch Franceを開設[6]。
  - 7月 - 日本語版のTechCrunch Japanを開設[7]。トランスコスモスが運営。
  - 8月 - イギリスおよびヨーロッパ版のTechCrunch UKを開設[8]。
- 2008年9月 - サンフランシスコでスタートアップ向けカンファレンスのTechCrunch50を開催。
- 2009年4月 - トランスコスモスに変わってDESIGN IT!, LLC.が日本語版のTechCrunch Japanを運営開始。
- 2010年9月 - AOLがTechCrunchを買収。
- 2011年4月 - 米国での買収にともなって米AOLの日本法人のAOLオンライン・ジャパンが日本語版のTechCrunch Japanの運営を開始。
- 2016年12月 - ディー・エヌ・エーのキュレーションサイト問題の報道では、BuzzFeed Japanと共に高い評価を受けた[9]。
- 2022年3月31日 - 日本語版であるTechCrunch Japanの新規記事配信終了[1][2][3][4][5]。
- 2022年5月1日 - TechCrunch Japanのサービス終了[1][2][3][4][5]。